# K. Anders Ericsson
 (novembre 2022).
Pour les articles homonymes, voir Ericsson.
Karl Anders Ericsson, né le 23 octobre 1947 à Stockholm et décédé le 17 juin 2020 à Tallahassee, en Floride,, est un chercheur et professeur en psychologie à l'Université d'État de Floride. Il est reconnu à l'international pour ses recherches sur la psychologie de l'expertise et des performances humaines. Ses recherches ont permis de « démystifier » l'acquisition de l'expertise et sont à la base de la « règle des 10 000 heures », une expression popularisée par Malcolm Gladwell dans le livre Outliers.
L'un des ouvrages les plus populaires de K. Anders Ericsson est Peak : La Science de s'améliorer dans presque tout - la vérité derrière la règle des 10 000 heures (titre original en suédois : Peak: vetenskapen om att bli bättre på nästan allt – sanningen bakom 10 000-timmarsregeln), qui compile l'ensemble de ses recherches sur le domaine,.

## Biographie
Karl Anders Ericsson est né le 23 octobre 1947 dans la paroisse de Bromma, à Stockholm, en Suède. Il est le fils de Karl Olof Einar Ericsson, ingénieur civil, et de Ingrid Linnéa Larsson. K. Anders Ericsson obtient son doctorat en psychologie à l'Université de Stockholm en 1976 sur les Approches des descriptions et analyses des processus de résolution de problèmes : le 8-puzzle. Après sa soutenance, Ericsson a poursuivi ses recherches en post doctorat à l'université américaine Carnegie Mellon. Il a ensuite été actif à l'Institut Max-Planck de Berlin, ainsi qu'à l'Université d'État de Floride.
Il décède à 72 ans le 17 juin 2020 à son domicile à Tallahassee, en Floride, aux États-Unis, probablement à cause d'un caillot de sang,.

### Spécialité
Ericsson étudie les performances d'experts dans des domaines tels que la médecine, la musique, les échecs et les sports, en se concentrant exclusivement sur la pratique prolongée et ciblée dans un domaine (par exemple, une pratique à haut niveau de concentration emmenant au-delà de sa zone de confort personnelle) pour expliquer comment les praticiens de niveau « expert » acquièrent leurs performances supérieures. Les recherches d'Ericsson ont eu une importance directe sur d'autres recherches, concernant les capacités cognitives, la personnalité, les intérêts et d'autres facteurs qui aident les chercheurs à comprendre et à prédire la performance des experts dans des pratiques ciblées.

### Carrière
Ericsson commence sa carrière de chercheur lors de son doctorat par des études sur les processus cognitifs dans la résolution de problèmes. Avec Bill Chase, il développe la théorie de la mémoire qualifiée basée sur des analyses détaillées des performances de mémoire exceptionnelles acquises (Chase, WG, et Ericsson, KA, 1982).
Dans les années 1980, les recherches d'Ericsson avec Herbert Simon sur les rapports verbaux de la pensée (résumées le livre Protocol Analysis : Verbal Reports as Data) révolutionnent les méthodologies d'études des processus cognitifs grâce à la considération des données verbales et le développement d'un modèle de traitement de l'information de la verbalisation et des rapports verbaux entre différents sujets.
En lien avec ses études sur la psychologie de l'apprentissage et de la motivation, Karl A. Ericsson est célèbre pour son affirmation selon laquelle il faut 10 000 heures de pratique avant que quelqu'un ne devienne un expert dans n'importe quel domaine, et que cette pratique est plus importante que le talent. L'idée est ensuite développée plus avant par Malcolm Gladwell, mais est critiquée pour ne pas avoir insisté sur le fait que la formation ne suffit pas pour devenir une élite dans n'importe quel domaine et pour le fait que divers experts font preuve de contre-exemple car elles s'entraînent depuis moins de dix ans.
Ericsson est co-éditeur du Cambridge Handbook of Expertise and Expert Performance, un volume publié en 2006. Il a également été membre de l'Association américaine de psychologie.